# Wilfred D. Turner

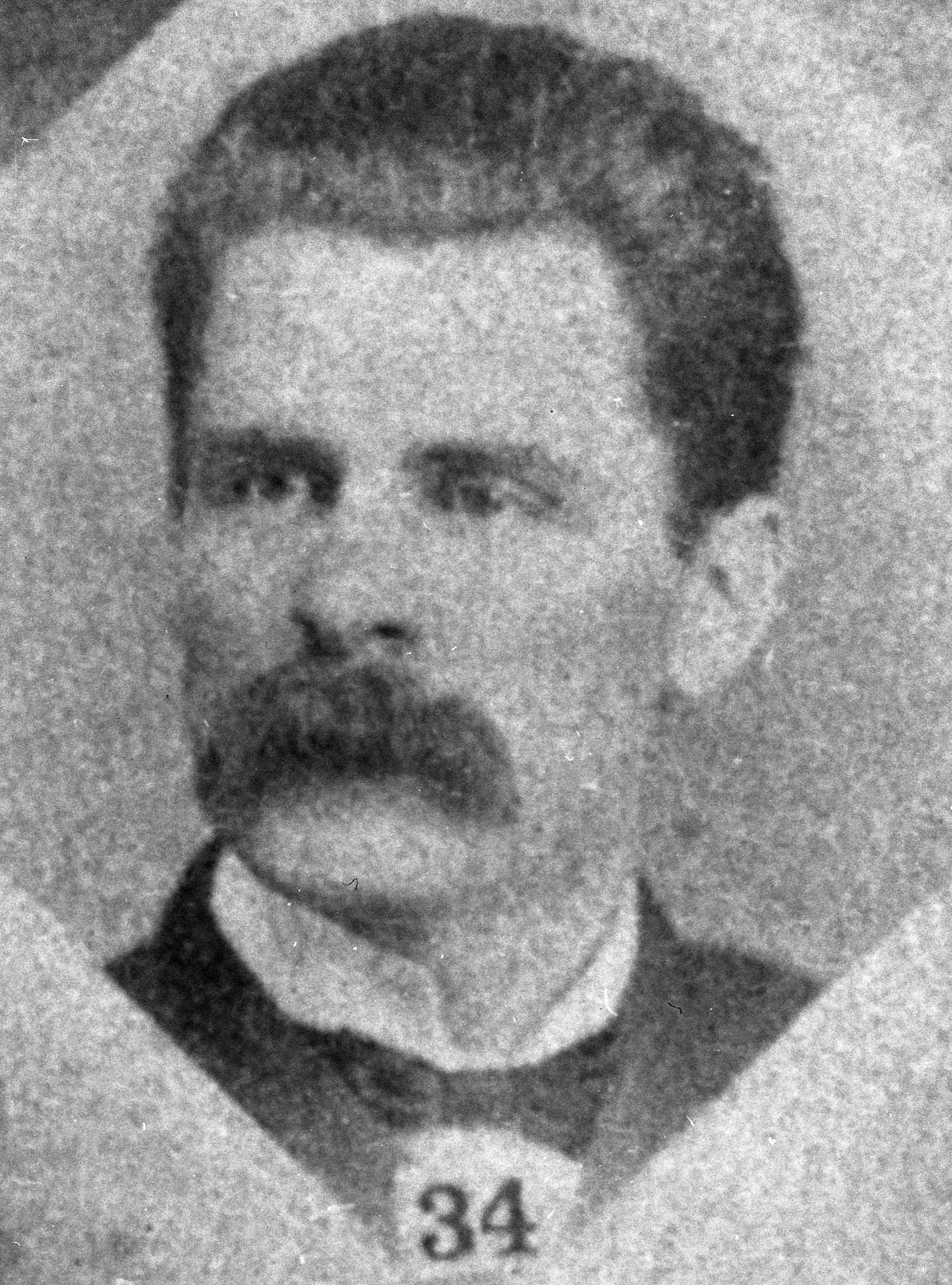
Wilfred D. Turner (1889)

Wilfred D. Turner, auch Wilfred Dent Turner (* 30. Januar 1855 in Turnersburg, North Carolina; † 8. November 1933), war ein US-amerikanischer Politiker (Demokratische Partei).

## Werdegang
Über Wilfred D. Turner sind nicht viele Informationen überliefert. Sowohl sein Geburts- als auch sein Sterbedatum sind unbekannt. Über seine berufliche Tätigkeit jenseits der Politik ist auch nichts bekannt. Er saß zwischen 1887 und 1892 im Senat von North Carolina. Dann war er im Juli 1896 Delegierter seines Staates bei der Democratic National Convention in Chicago. Ferner amtierte er zwischen 1901 und 1905 als Vizegouverneur von North Carolina.